# Dino D-Day
Dino D-Day je týmová střílečka z pohledu první osoby pro více hráčů, kterou vyvinula americká studia 800 North a Digital Ranch. Hra byla vydána pro Microsoft Windows 8. dubna 2011.
Premisa hry spočívá v tom, že během druhé světové války Adolf Hitler našel způsob, jak oživit dinosaury pro válečné použití. Hráči bojují online a mohou vybrat, zda budou sloužit spojeneckým národům, nebo nacistům.

## Hratelnost
Dino D-Day je střílečka z pohledu první osoby, ve které se hráči připojí k jednomu ze dvou týmů a snaží se splnit svůj cíl. Hráči mají na výběr mezi spojeneckými národy nebo mocnostmi Osy, přičemž ty druhé reprezentují nacisté a jejich „dinosauří vojáci“ Při prvním vydání hry měli spojenci i Osa šest různých tříd vojáků. Třídy Spojenců zahrnují útočné jednotky, zdravotníky a těžkou podporu. Osa však má tři lidské a tři dinosauří třídy. Lidské třídy zahrnují útočné vojáky, odstřelovače a mediky, zatímco dinosauři zahrnují útočného velociraptora, dilofosaura a desmatosucha s kanónem připevněným na zádech. Později byly do obou týmů přidány další třídy, takže celkový počet tříd pro Spojence dosáhl sedmi a pro Osu devíti. Spojenci získali vlastní třídu dinosaurů: Protoceratopse s namontovaným kulometem. Osa získala Stygimolocha s namontovaným dělem, Compsognathuse, který funguje jako kamikaze bombardér s granátem a létajícího Microraptora. Na některých mapách může být také náhodně vybrán hráč Osy, který bude hrát za Tyranosaura s kulometem namontovaným na čelisti.
Původní verze se skládala z pěti map a tří herních režimů, které zahrnovaly:
- Týmový deathmatch – kde hráči musí dosáhnout stanoveného počtu zabitých nepřátelských hráčů.
- King of the hill – kde týmy bojují o kontrolu nad částí mapy.
- Režim cíle – kde hráči dostanou konkrétní cíle k dobytí, včetně pevnostního cíle, kde jeden hráč Osy převezme kontrolu nad Styracosaurem s věží Panzer IV namontovanou na zádech. Se svým týmem se musí dostat k cílovému bodu, zatímco spojenci ho musí zastavit pomocí výbušnin.

## Vývoj
Hra byla původně mód vydaný v roce 2009 pro populární hru Half Life 2 od společnosti Valve. Později byl 11. dubna 2011 vydán jako samostatná hra. Od té doby se dočkal mnoha bezplatných aktualizací obsahu, které přidávaly nové mapy, postavy a opravy chyb, z nichž poslední byla vydána 16. července 2017 a přidala novou mapu a několik oprav.
Dne 29. září 2014 bylo vydáno DLC Last Stand. To bylo možné za příplatek zakoupit. Do hry přidalo nové hratelné dinosaury, dvě nové mapy, systém vylepšení a kooperativní hraní survivalu.